# Józef Otocki
Józef Otocki herbu Prus I – wojski przemyski w latach 1769–1778, miecznik przemyski w 1769 roku, wojski mniejszy przemyski w latach 1768–1769, skarbnik przemyski w latach 1765–1768,  sędzia i konsyliarz ziemi przemyskiej w konfederacji barskiej w 1769 roku.